# Филдинг, Уильям, 7-й граф Денби
Уильям Бэзил Перси Филдинг (англ. William Basil Percy Feilding; 25 марта 1796, Шрусбери, Шропшир, Великобритания — 26 июня 1865) — британский аристократ, 7-й граф Денби, 7-й виконт Филдинг и 7-й барон Филдинг в пэрстве Великобритании, 6-й граф Десмонд, 6-й виконт Каллан и 6-й барон Филдинг в пэрстве Ирландии с 1800 года.
Уильям Филдинг родился в семье Уильяма Филдинга, виконта Филдинга, и Энн Кэтрин Поуис. По отцу он был внуком Бэзила Филдинга, 6-го графа Денби. Уильям-старший умер молодым в 1799 году, граф — в 1800. После этого четырёхлетний Уильям-младший унаследовал семейные владения и титулы. Он учился в Итоне и Тринити-колледже Кембриджского университета. В 1830 году граф стал джентльменом королевской опочивальни, в 1833 году получил Королевский Гвельфский орден и место в Тайном совете. В том же году он перешёл ко двору королевы Аделаиды Саксен-Мейнингенской, где занял пост лорда-камергера, а позже — мастера над лошадьми.
Граф был женат на Мэри Моретон, дочери Томаса Рейнольдса-Моретона, 1-го графа Дьюси, и Фрэнсис Герберт. В этом браке родились:
- Ида (умерла в 1915), жена Уильяма Лоу[3];
- Джейн (умерла в 1912), жена Теофилуса Леветта;
- Кэтрин (умерла в 1885), жена Чарльза Клайва;
- Рудольф (1823—1892), 8-й граф Денби;
- Перси (1827—1904);
- Чарльз (1833—1893);
- Аделаида (1836—1870), жена Чарльза Мюррея;
- Уильям (1836—1895)[4].